# Ultrasuoni (casa discografica)
Ultrasuoni S.r.l. è un'etichetta discografica italiana nata nel luglio 2010 da un'idea di RTL 102.5, Radio Italia e Radio Dimensione Suono.

## Storia
Appartiene in egual misura a Baraonda Edizioni Musicali (appartenente a sua volta al presidente di RTL Lorenzo Suraci), a Mario Volanti (presidente di Radio Italia) e a Eduardo Montefusco (presidente di RDS), anche se è amministrata dal solo Suraci. I primi a firmare per l'etichetta sono stati Luca Dirisio e i Modà, con la quale questi ultimi hanno raggiunto il successo internazionale in Italia e in altri paesi.
Dagli anni 2020 le attività discografiche della Ultrasuoni si sono diradate (come per Baraonda), in seguito alla rottura discografica del 2018 tra Suraci e il frontman dei Modà Kekko Silvestre, fino a sparire del tutto, anche se l'etichetta è formalmente esistente, mentre il dominio del sito ultrasuoni-edizionimusicali.com è passato a reindirizzare al sito ufficiale dei Modà.

## Artisti
Attuali
- Nessuno

Passati
- Bianca Atzei (2012-2014)
- Luca Dirisio
- Modà (2010-2018)
- Micaela